# Асікіта

32°17′56″ пн. ш. 130°29′35″ сх. д. / 32.29889° пн. ш. 130.49306° сх. д.
Асікіта (яп. 芦北町) — містечко в Японії, в повіті Асікіта префектури Кумамото.